# ساوت لوفنهام
ساوت لوفنهام (به انگلیسی: South Luffenham) یک روستا و محله مدنی در بریتانیا است که در راتلند واقع شده‌است. ساوت لوفنهام ۴۳۲ نفر جمعیت دارد.